# Domein (wiskunde)
In de wiskunde bestaat het domein van een relatie tussen twee verzamelingen uit de elementen die als eerste element in de koppels van de relatie voorkomen. Het domein van een afbeelding of functie is het definitiegebied van de functie, dus de verzameling waarop de functie gedefinieerd is. Deze omvat dus alle geldige invoerelementen van deze functie.

## Definitie
Het domein {\displaystyle \mathrm {dom} (R)} van de tweeplaatsige relatie {\displaystyle R\subseteq V\times W} tussen de verzamelingen {\displaystyle V} en {\displaystyle W}  is de verzameling elementen van {\displaystyle V} die fungeren als eerste element of beginpunt van de koppels van {\displaystyle R}:
{\displaystyle \mathrm {dom} (R)=\{v\in V\mid {\text{er is een }}w\in W:(v,w)\in R\}}
Dit begrip moet niet verward worden met de andere definitie van de domeinen van een relatie.
Het domein van een functie {\displaystyle f\colon V\to W} is de verzameling van elementen waarvoor de functie gedefinieerd is, dus vanwege de definitie van functie heel de verzameling {\displaystyle V}. Het domein van {\displaystyle f} heet ook het  definitiegebied, dus de verzameling elementen {\displaystyle v} waarvoor het beeld {\displaystyle f(v)} gedefinieerd is. 
Het bereik van {\displaystyle R} wordt op een overeenkomstige manier gedefinieerd:
{\displaystyle \mathrm {bereik} (R)=\{w\in W\mid {\text{er is een }}v\in V:(v,w)\in R\}}

## Voorbeelden
- De functie {\displaystyle f:\mathbb {R} \setminus \{0\}\to \mathbb {R} }, gegeven door  {\displaystyle f(x)=1/x}, voegt aan ieder reëel getal ongelijk aan 0, zijn multiplicatieve inverse toe. Het domein wordt hier gevormd door alle reële getallen behalve 0.
- De functie {\displaystyle f:\mathbb {R} ^{+}\to \mathbb {R} }, gegeven door {\displaystyle f(x)=1/x}, voegt aan ieder positief reëel getal, zijn multiplicatieve inverse toe. Hier wordt het domein gevormd door alle positieve reële getallen.

## Andere betekenis
Domein betekent binnen de commutatieve algebra iets anders, daarin is het synoniem met integriteitsdomein.